# Список кардиналов, возведённых папой римским Пием XI
Кардиналы, возведённые Папой римским Пием XI — 76 прелатов были возведены в сан кардинала на семнадцати Консисториях за 17 лет понтификата Пия XI. Такое количество консисторий самое многочисленное за весь XX век. В период понтификата Пия XI имело место лишение сана кардинала, единственное в XX веке. Французский кардинал Луи Бийо был лишён сана кардинала 13 сентября 1927 года.
Самой большой консисторией, была Консистория от 16 декабря 1935 года, на которой было назначено восемнадцать кардиналов.

## Консистория от 11 декабря 1922 года
- Акилле Локателли, апостольский нунций в Португалии (Италия);
- Джованни Бонцано, апостольский делегат в Соединённых Штатах Америки (Италия);
- Энрике Рейг-и-Касанова, архиепископ Валенсии (Испания);
- Алексис-Арман Шаро, архиепископ Ренна (Франция);
- Эудженио Този, O.SS.C.A., архиепископ Милана (Италия);
- Станислас-Артюр-Ксавье Туше, епископ Орлеана (Франция);
- Джузеппе Мори, секретарь Священной Конгрегации Собора (Италия);
- Франц Эрле, S.J. (Германия).

## Консистория от 23 мая 1923 года
- Джованни Баттиста Назалли Рокка Ди Корнелиано, архиепископ Болоньи (Италия);
- Луиджи Синчеро, эксперт Священной Консисторской Конгрегации (Италия).

## Консистория от 20 декабря 1923 года
- Эваристо Лучиди, секретарь Верховного Трибунала Апостольской Сигнатуры (Италия);
- Аурельо Галли, секретарь бреве князьям (Италия).

## Консистория от 24 марта 1924 года
- Джордж Уильям Манделан, архиепископ Чикаго (США);
- Патрик Джозеф Хейс, архиепископ Нью-Йорка (США).

## Консистория от 30 марта 1925 года
- Эустакио Илюндайн-и-Эстебан, архиепископ Севильи (Испания);
- Висенте Касанова-и-Марсоль, архиепископ Гранады (Испания).

## Консистория от 14 декабря  1925 года
- Бонавентура Черретти, апостольский нунций во Франции (Италия);
- Энрико Гаспарри, апостольский нунций в Бразилии (Италия);
- Патрик Джозеф О’Доннелл, архиепископ Армы (Ирландия);
- Алессандро Верде, секретарь Священной Конгрегации обрядов (Италия).

## Консистория от 21 июня 1926 года
- Луиджи Капотости, секретарь Священной Конгрегации Дисциплины Таинств (Италия);
- Карло Перози, эксперт Верховной Священной Конгрегации Священной Канцелярии (Италия).

## Консистория от 20 декабря 1926 года
- Лоренцо Лаури, апостольский нунций в Польше (Италия);
- Джузеппе Гамба, архиепископ Турина (Италия).

## Консистория от 20 июня 1927 года
- Йозеф ван Руй, архиепископ Мехелена (Бельгия);
- Август Хлонд, S.D.B., архиепископ Гнезно (Польша).

## Консистория от 19 декабря 1927 года
- Алексис-Анри-Мари Леписье, O.S.M., апостольский визитатор Абиссинии и Эритреи (Франция);.
- Феликс-Ремон-Мари Руло, O.P., архиепископ Квебека (Канада);
- Педро Сегура-и-Саэнс, архиепископ Толедо (Испания);
- Шарль-Анри-Жозеф Бине, архиепископ Безансона (Франция);
- Дьёрдь Шереди, O.S.B., архиепископ Эстергома (Венгрия).

## Консистория от 15 июля 1929 года
- Альфредо Ильдефонсо Шустер, O.S.B., избранный архиепископ Милана (Италия).

## Консистория от 16 декабря 1929 года
- Мануэл Гонсалвиш Сережейра, патриарх Лиссабона (Португалия);
- Эудженио Пачелли, апостольский нунций в Германии (Италия);
- Луиджи Лавитрано, архиепископ Палермо (Италия);
- Карло Далмацио Миноретти, архиепископ Генуи (Италия);
- Джозеф Макрори, архиепископ Армы (Ирландия);
- Жан Вердье, PSS, архиепископ Парижа (Франция).

## Консистория от 30 июня 1930 года
- Себастьян Леме да Сильвейра Синтра, архиепископ Сан-Себастьян-до-Рио-де-Жанейро (Бразилия);
- Франческо Маркетти Сельваджани, председатель Высшего Центрального Совета Священной Конгрегации Пропаганды Веры (Италия);
- Раффаэле Росси, O.C.D., эксперт Священной Консисторской Конгрегации (Италия);
- Джулио Серафини, секретарь Священной Конгрегации Собора (Италия);
- Ашиль Льенар, епископ Лилля (Франция).

## Консистория от 13 марта 1933 года
- Анджело Дольчи, апостольский нунций в Румынии (Италия);
- Пьетро Фумасони Бьонди, апостольский делегат в Соединённых Штатах Америки (Италия);
- Федерико Тедескини, апостольский нунций в Испании (Италия);
- Маурилио Фоссати, O.SS.C.G., архиепископ Турина (Италия);
- Карло Салотти, секретарь Священной Конгрегации Пропаганды Веры (Италия);
- Жан-Мари-Родриг Вильнёв, O.M.I., архиепископ Квебека (Канада);
- Элиа Далла Коста, архиепископ Флоренции (Италия);
- Теодор Иннитцер, архиепископ Вены (Австрия).

## Консистория от 16 декабря 1935 года
- Игнатий Гавриил I Таппоуни, патриарх Антиохийский сирийцев (Сирия);
- Энрико Сибилья, апостольский нунций в Австрии (Италия);
- Франческо Мармаджи, апостольский нунций в Польше (Италия);
- Луиджи Мальоне, апостольский нунций во Франции (Италия);
- Карло Кремонези, великий элемозинарий (Италия);
- Альфред-Анри-Мари Бодрийяр, Orat., вспомогательный епископ Парижа (Франция);
- Эммануэль-Селестен Сюар, архиепископ Реймса (Франция);
- Карел Кашпар, архиепископ Праги (Чехословакия);
- Сантьяго Луис Копельо, архиепископ Буэнос-Айреса (Аргентина);
- Исидро Гома-и-Томас, архиепископ Толедо (Испания);
- Камилло Качча Доминиони, папский мажордом (Италия);
- Никола Канали, эксперт Верховной Священной Конгрегации Священной Канцелярии (Италия);
- Доменико Йорио, секретарь Священной Конгрегации Дисциплины Таинств (Италия);
- Винченцо Ла Пума, секретарь Священной Конгрегации по делам монашествующих (Италия);
- Федерико Каттани Амадори, секретарь Верховного Трибунала Апостольской Сигнатуры (Италия);
- Массимо Массими, декан Трибунала Священной Римской Роты  (Италия);
- Доменико Мариани, секретарь Администрации имущества Святого Престола (Италия);
- Пьетро Боэтто, S.J. (Италия).

## Консистория от 15 июня 1936 года
- Джованни Меркати, префект Ватиканской Апостольской Библиотеки (Италия);
- Эжен Тиссеран, про-префект Ватиканской Апостольской Библиотеки (Франция).

## Консистория от 13 декабря 1937 года
- Адеодато Джованни Пьяцца, кармелит, патриарх Венеции (Италия);
- Эрменеджильдо Пеллегринетти, апостольский нунций в Югославии (Италия);
- Артур Хинсли, архиепископ Вестминстера (Великобритания);
- Джузеппе Пиццардо, секретарь Священной Конгрегации чрезвычайных церковных дел (Италия);
- Пьер-Мари Жерлье, архиепископ Лиона (Франция).